# Політична влада
Політична влада — здатність однієї людини або групи осіб контролювати поведінку громадян і суспільства, виходячи із загальнонаціональних чи загальнодержавних завдань. Це вироблення і запровадження у життя політичних програм усіма суб'єктами політичної системи, а також різними неформальними угрупуваннями за допомогою правових і політичних норм.
Політична влада здійснюється на трьох рівнях:
- державою (Див. Державна влада);
- політичними партіями та громадськими об'єднаннями;
- органами місцевого самоврядування.

## Типологія політичної влади

### Характер примусу
- насильницький примус;
- узаконений;
- правовий.

### Легітимність
- традиційна політична влада — визнає владні інститути згідно з усталеними традиціями;
- правничо-раціональна — визнає владні інститути відповідно до чинної Конституції;
- раціонально-цільова — визнає владні інститути відповідно до їхньої доцільності та ефективності їхнього функціонування;
- харизматична — визнання виключної ролі політичного лідера;
- національно-патріотична — визнання символів, ритуалів, успадкованих від попередніх політичних утворень.

### Публічність
- прозора;
- напівприхована;
- прихована.

### Інституціональність
- абсолютна;
- конституційно обмежена;
- централізована;
- децентралізована.